# River Mint
River Mint är ett vattendrag i Storbritannien.   Det ligger i riksdelen England, i den centrala delen av landet, 400 km nordväst om huvudstaden London.